# Dane DeHaan
Dane DeHaan, né le 6 février 1986 à Allentown en Pennsylvanie, est un acteur américain.
Révélé au grand public par le thriller fantastique Chronicle en 2012, il tient ensuite les premiers rôles d'autres films indépendants : Kill Your Darlings (2013), Through the Never (2014), Life (2015), Un ours et deux amants (2016) et A Cure for Life (2017).
Il participe par ailleurs à deux superproductions adaptées de bandes dessinées : il incarne Harry Osborn dans The Amazing Spider-Man : Le Destin d'un héros (2014), puis joue le rôle-titre de Valérian et la Cité des mille planètes (2017), de Luc Besson.

## Biographie

### Jeunesse et formation
Dane DeHaan est né à Allentown, en Pennsylvanie. Son père, Jeff DeHaan d'origine belge est un programmeur en informatique, et sa mère, Cynthia Boscia d'origine italienne est une des dirigeantes de l'entreprise Knoll. Il a une sœur aînée Meghann. DeHaan est diplômé de l'école secondaire d'Emmaüs et de la University of North Carolina School of the Arts.

### Débuts d'acteur et révélation

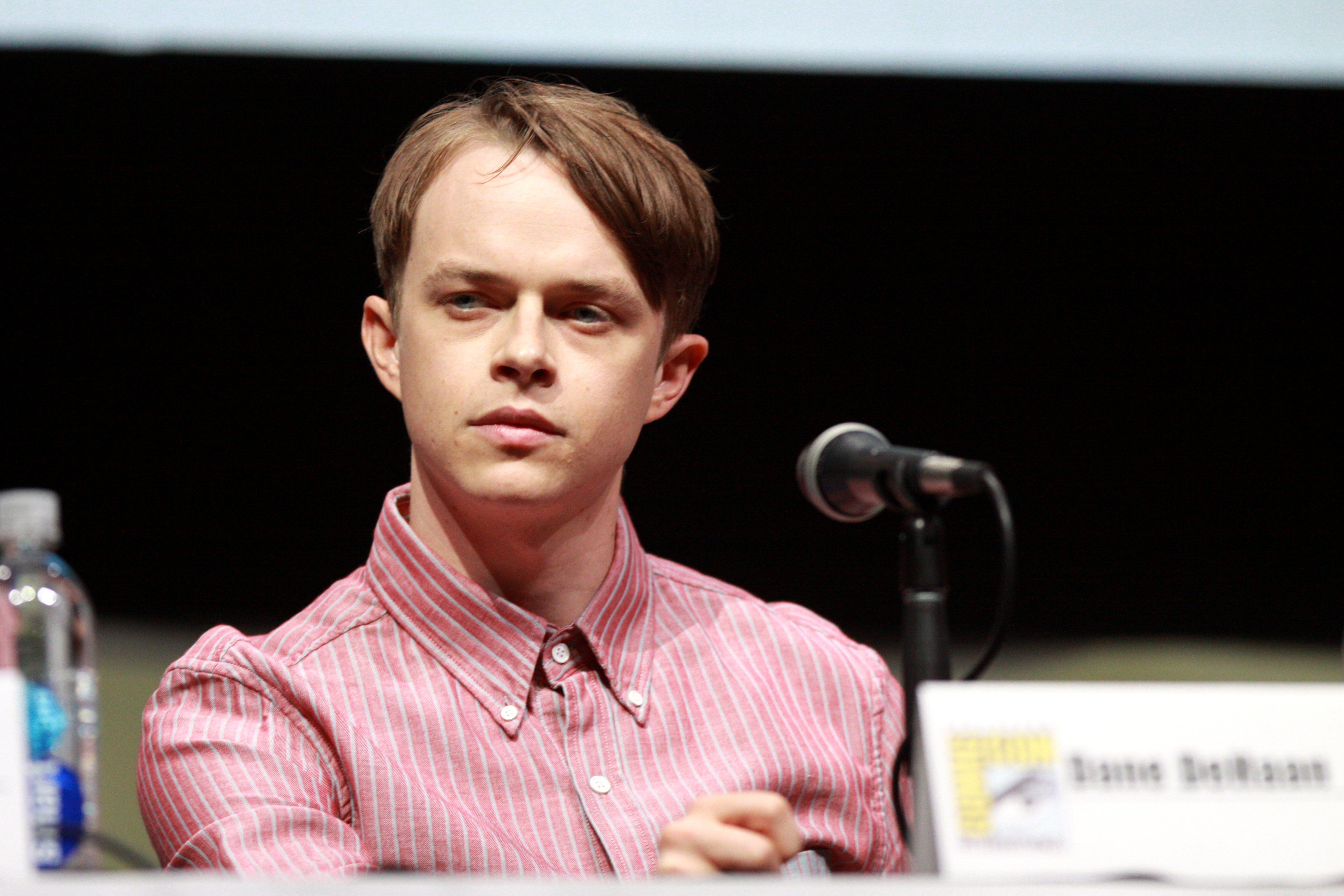
L'acteur au San Diego Comic-Con 2013 pour la promotion de Through the Never.

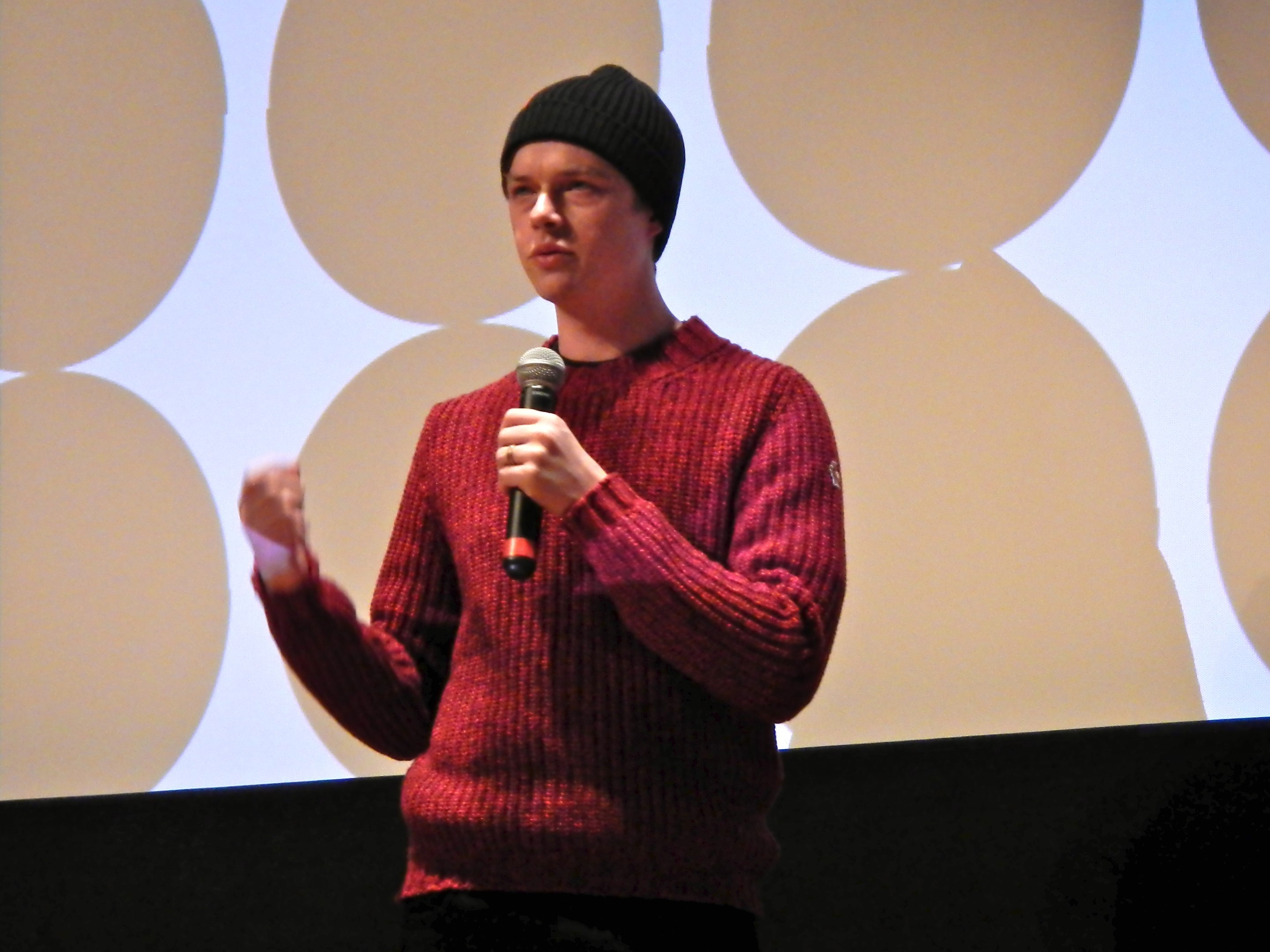
Puis à la première de Life After Beth au Festival du Film de Sundance 2014.

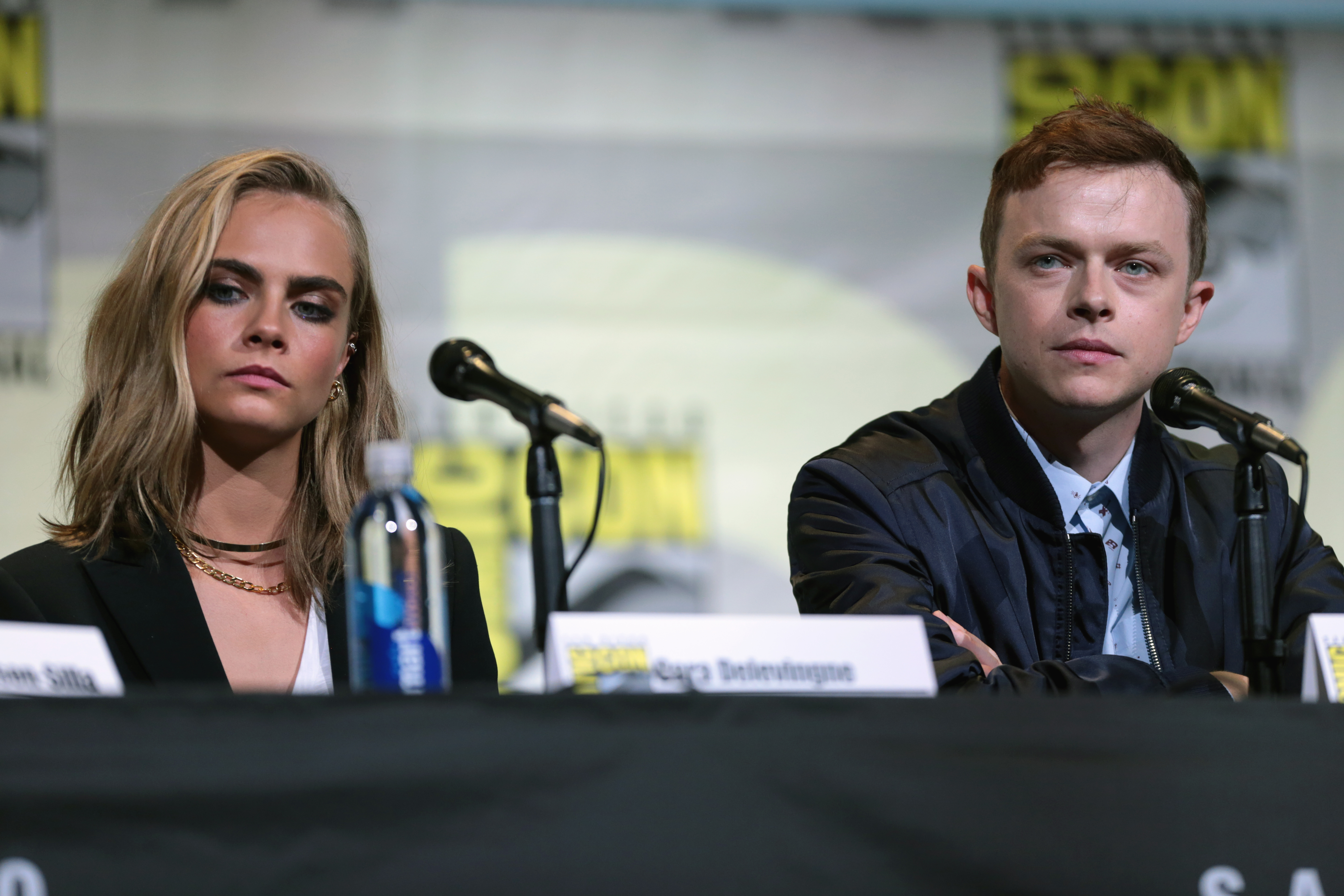
Avec Cara Delevingne pour la promotion de Valérian et la Cité des mille planètes au San Diego Comic-Con 2016.

Il fait ses débuts au Broadway Theatre, ainsi qu’à la télévision en 2008 où il apparaît en tant qu’invité de la série policière New York, unité spéciale.
C'est en 2010 qu'il décroche des rôles plus exposés : il tient un second rôle dans le drame indépendant Amigo, de John Sayles, puis incarne Jesse, l'un des patients du thérapeute de la troisième saison de la série dramatique En analyse. L'année suivante, alors qu'il interprète le rôle récurrent de Timbo dans la quatrième saison de True Blood, il perce au cinéma : il tient en effet l'un des trois rôles principaux du thriller fantastique indépendant Chronicle, de Josh Trank, un succès critique et commercial surprise. Le film lance aussi Michael B. Jordan.
L'année suivante, l'acteur est à l'affiche de quatre longs-métrages, tournés avant le succès de Chronicle : il tient tout d'abord des seconds rôles dans les thrillers Des hommes sans loi (sélectionné en compétition officielle au Festival de Cannes 2012), de John Hillcoat et The Place Beyond the Pines, de Derek Cianfrance ; puis il tient un petit rôle dans l'ambitieux biopic de Steven Spielberg, Lincoln. Mais l'acteur apparait aussi dans la romance horrifique indépendante Jack and Diane.

### Premiers rôles
En 2013, il atteint des rôles d'une tout autre envergure au cinéma : il partage l'affiche du biopic Kill Your Darlings avec Daniel Radcliffe ; puis il est la tête d'affiche du drame musical indépendant Through the Never, écrit et réalisé par Nimród Antal. Pour finir, il tient un second rôle dans le drame historique Les Trois Crimes de West Memphis, d'Atom Egoyan.
L'année 2014 le voit revenir vers les super-héros, mais cette fois pour une superproduction : dans The Amazing Spider-Man : Le Destin d'un héros, de Marc Webb, il incarne Harry Osborn, alias le Bouffon vert. Parallèlement, l'acteur partage l'affiche de la comédie noire Life After Beth avec Aubrey Plaza. La même année, il apparaît dans le clip de I Bet My Life du groupe Imagine Dragons.
L'année suivante, il tourne quelques scènes de l'expérimental Knight of Cups, de Terrence Malick, mais incarne surtout James Dean pour le biopic Life, d'Anton Corbjin. 
En 2016, il partage l'affiche de la romance indépendante Un ours et deux amants avec Tatiana Maslany et tient le premier rôle du thriller horrifique indépendant A Cure for Life, de Gore Verbinski.
L'année suivante est marquée par deux déceptions : le drame historique Tulip Fever avec Alicia Vikander, tourné en 2014, sort tardivement et échoue au box-office. Pour son deuxième essai dans une superproduction, il joue le héros de Valérian et la Cité des mille planètes, super-production de science-fiction réalisée par Luc Besson, au budget record pour un métrage français. Sorti en France le 26 juillet 2017, le film divise la critique et s'avère aussi un échec au box-office.
L'acteur se replie sur des projets plus intimistes : d'abord le western The Kid, réalisé par Vincent D'Onofrio, où il joue Billy the Kid, puis il tourne la mini-série ZeroZeroZero pour la chaîne française Canal +.

### Vie privée
Il a rencontré sa femme, l’actrice Anna Wood (en), sur le tournage de Chronicle. 
Dane Dehaan et Anna Wood deviennent parents le 2 avril 2017 d'une fille nommée Bowie Rose Dehaan. Le 28 mai 2020, le couple accueille son second enfant, un petit garçon du nom de Bert Apollo DeHaan.

## Filmographie

### Cinéma
- 2011 : Amigo de John Sayles : Gil
- 2012 : Chronicle de Josh Trank : Andrew Detmer
- 2012 : Des hommes sans loi (Lawless) de John Hillcoat : Cricket Pate
- 2012 : Jack and Diane de Bradley Rust Gray : Chris
- 2012 : The Place Beyond the Pines de Derek Cianfrance : Jason
- 2012 : Lincoln de Steven Spielberg : le deuxième soldat blanc
- 2013 : Les Trois Crimes de West Memphis (Devil's Knot) d'Atom Egoyan : Chris Morgan
- 2013 : Kill Your Darlings de John Krokidas : Lucien Carr
- 2013 : Through the Never de Nimród Antal : Trip
- 2014 : The Amazing Spider-Man : Le Destin d'un héros (The Amazing Spider-Man 2) de Marc Webb : Harry Osborn / le Bouffon vert
- 2014 : Life After Beth de Jeff Baena : Zach Orfman
- 2015 : Life d'Anton Corbijn : James Dean
- 2015 : Knight of Cups de Terrence Malick : Paul
- 2016 : Un ours et deux amants (Two Lovers and a Bear) de Kim Nguyen : Roman
- 2017 : Tulip Fever de Justin Chadwick : Jan Van Loos
- 2017 : A Cure for Life (A Cure for Wellness) de Gore Verbinski : Lockart
- 2017 : Valérian et la Cité des mille planètes de Luc Besson : Valérian
- 2019 : The Kid de Vincent D'Onofrio : Billy the Kid
- 2023 : Oppenheimer de Christopher Nolan : Kenneth Nichols
- 2023 : Dumb Money de Craig Gillespie : Brad

### Télévision

#### Séries télévisées
- 2008 : New York, unité spéciale : Vincent Beckwith (saison 10, épisode 4)
- 2010 : En analyse : Jesse D'Amato
- 2011 : True Blood : Timbo
- 2020 : ZeroZeroZero : Chris Lynwood
- 2021 : Histoire de Lisey (Lisey's Story) : Jim Dooley
- 2022 : The Staircase : Clayton Peterson
- 2025 : À l'aube de l'Amérique : Jacob Pratt

#### Téléfilm
- 2010 : Trompe-l'œil (The Front) de Tom McLoughlin : Cal Tradd

### Clips vidéos
- 2013 : Metallica : Through the Never de Metallica
- 2014 : I Bet My Life de Imagine Dragons

## Voix francophones
En version française, Dane DeHaan est dans un premier temps doublé par Fabrice Fara dans New York, unité spéciale et par Hervé Grull dans En analyse. Par la suite, il est sporadiquement doublé par Benjamin Bollen, ce dernier étant sa voix dans Des hommes sans loi, Kill Your Darlings, Life, Histoire de Lisey et Oppenheimer. 
Doublé à deux reprises par Julien Allouf dans The Amazing Spider-Man : Le Destin d'un héros et ZeroZeroZero tout comme Gauthier Battoue dans Life After Beth et The Staircase, l'acteur est également doublé par Thomas Sagols dans True Blood, Benoît Du Pac dans Lincoln, Geoffrey Vigier dans Chronicle, François Deblock dans The Place Beyond the Pines, Martin Loizillon dans A Cure for Life, Xavier Dolan dans Valérian et la Cité des mille planètes, Maxime Van Santfoort dans Tulip Fever, Thierry D'Armor dans Dumb Money et Stéphane Fourreau dans À l'aube de l'Amérique.